# Рятувальники: Операція «Австралія»
«Рятувальники: Операція „Австралія“» (англ. The Rescuers Down Under, досл. «Рятувальники „Внизу“») — мультфільм студії Волта Діснея, який є продовженням мультфільму «Рятувальники» (1977) та її перший анімаційний сиквел. Героїв мультфільму озвучували: Боб Ньюгарт, Ева Габор, Джон Кенді, Тристан Роджерс, Адам Раєн, Джордж К. Скотт. Прем´єра відбулася в листопаді 1990 року.

## Сюжет
Далеко в неосяжних і непередбачуваних преріях Австралії хлопчик на ім´я Коді потоваришував з великою золотою орлицею. Коли безжалісний браконьєр, який до цього вбив такого ж золотого орла, вирішує спіймати і орлицю, Коді стає на її захист.

## Ролі озвучували
- Бернард — Боб Ньюгарт
- Міс Б'янка — Ева Габор
- Вілбур — Джон Кенді
- Джейк — Трістан Роджерс
- Коді — Адам Райен
- Френк — Вейн Робсон
- Персиваль МакЛіч — Джордж К. Скотт

## Український дубляж
Фільм дубльовано студією «Le Doyen» на замовлення компанії «Disney Character Voices International» у 2016 році.
- Режисер дубляжу — Ольга Чернілевська
- Перекладач — Юрій Фізер
- Перекладач пісень — Ілля Чернілевський
- Музичний керівник — Тетяна Піроженко
- Звукорежисери — Боб Шевяков, Михайло Угрин
- Координатор дубляжу — Валентина Левицька
- Диктор — Михайло Войчук

### Ролі дублювали
- Роман Чорний — Бернард
- Катерина Сергеєва — Б'янка
- Дмитро Завадський — Вілбур
- Володимир Машук — Коді
- Дмитро Терещук — Джейк
- Юрій Гребельник — МакЛіч
- Назар Задніпровський — Френк
- Микола Карцев — Кребс
- Євген Сінчуков — Ред
- Олег Лепенець — Головуючий
- Володимир Ніколаєнко — Док
- Михайло Войчук — Франсуа
- Дмитро Бузинський — Кедермаус
- Кирило Нікітенко — епізоди
- Євген Пашин — епізоди